# Ernie Bot
Ernie Bot (em chinês:  文心一言 : 文心一言, Pinyin : wénxīn yīyán), nome completo Enhanced Representation through Knowledge Integration, é um produto de serviço de chatbot de IA do Baidu, lançado em 2023. Ele é construído em um grande modelo de linguagem chamado ERNIE, que está em desenvolvimento desde 2019.
A versão ERNIE 4.0 foi anunciada em 17 de outubro de 2023.
A versão 4.5 do ERNIE e o modelo de raciocínio ERNIE X1 foram lançados gratuitamente para usuários individuais em 16 de março de 2025.

## Contexto do Lançamento
O lançamento do ERNIE 4.5 e do ERNIE X1 ocorreu em um momento de intensa competição na indústria de inteligência artificial, particularmente entre empresas chinesas e ocidentais. A Baidu, conhecida por ser o principal motor de busca da China, tem investido em IA desde o desenvolvimento inicial do ERNIE em 2019.[carece de fontes?]